# Birgitte Hanel
Birgitte Hanel   (Jægersborg, 25 d'abril de 1954) és una remadora danesa, ja retirada, que va competir durant les dècades de 1970 i 1980.
El 1984 va prendre part en els Jocs Olímpics d'Estiu de Los Angeles, on va guanyar la medalla de bronze en la prova del quàdruple scull amb timoner del programa de rem. Formà equip amb Hanne Eriksen, Charlote Koefoed, Bodil Steen Rasmussen i Jette Hejli Sørensen.